# Ulrich I. von Walsee

Stammwappen derer von Walsee

Ulrich I. von Walsee († 13. Dezember 1329), aus dem Ministerialengeschlecht der Walseer, Gefolgsmann von Herzog Albrecht I., war von 1299 bis 1329 Landeshauptmann der Steiermark. Er wurde zum Begründer der Linie Walsee-Graz, die sich auch „Walsee ob der Steiermark“ nannte und mit Ulrich II. von Walsee und Eberhard VIII. von Walsee zwei weitere Hauptmänner in der Steiermark stellte.

## Leben
Von allen Söhnen Eberhards III. von Walsee war Ulrich I. die herausragendste Persönlichkeit. Wie seine älteren Brüder Eberhard IV. (Begründer der Linie Walsee-Linz) und Heinrich I. (Begründer der Linie Walsee-Enns) war er in Schwaben aufgewachsen, kam aber erst deutlich später als diese beiden nach Österreich. Sein jüngerer Bruder Friedrich I. wurde zum Begründer von Walsee-Drosendorf, der vierten Linie auf österreichischem Boden. Schon Ulrichs erste Vermählung im Jahr 1294 wies auf die Steiermark hin, wo er dann auch heimisch wurde und die Linie Walsee-Graz begründete.
Albrecht I. ernannte Ulrich I. von Walsee, Eberhard IV. von Walsee und Hermann von Landenberg zu Ratgebern seines Sohnes Rudolf. Ulrich I. zog mit Rudolf über Wien nach Wiener Neustadt, wo die Steiermärker am 12. März 1299 dem jungen Herzog huldigten. Dort wurde Ulrich im Einverständnis mit den steirischen Ständen zum Hauptmann der Steiermark ernannt, in der er ja bereits Güter besaß. Bald darauf nahm Ulrich seinen Wohnsitz auf der Grazer Burg.
In den folgenden Jahren unternahm Ulrich I. mehrere Feldzüge, die von König Albrechts Reichspolitik bestimmt waren. Im Juli 1301 nahm er an der Belagerung von Bensheim an der Bergstraße teil, 1302 war er mit 100 Steirern wiederum am Rhein.
Als nach dem Tod Rudolfs I. 1307 Kämpfe um die böhmische Thronfolge ausbrachen, war Ulrich I. ein halbes Jahr lang Befehlshaber in Brünn. Ende 1307 besetzten Ulrich I. und Friedrich von Heunburg die Stadt St. Veit, wonach Ulrich I. die eroberten Teile Kärntens für die Habsburger verwaltete und erst im Winter 1307/08 wieder nach Graz zurückkehrte.
Beim Streit um Deutschlands Thronfolge begleitete Ulrich I. Friedrich den Schönen im Frühling 1314 auf dem Zuge, den dieser zur Wahlwerbung in die Vorlande und an den Oberrhein antrat. In der Steiermark war für die Dauer seines Fernbleibens Konrad von Drauburg sein Stellvertreter. Ulrich I. blieb bei der Krönungsfahrt und 1315 am Oberrhein auf der Seite seines Herrn. Im Frühling 1316 nahmen Ulrich I. und erstmals auch sein Sohn Ulrich II. von Walsee an den Kriegszügen in Schwaben teil. Ulrich I. blieb bis Ende 1317 in den Vorlanden bei Herzog Leopold I. und kam erst im Frühling 1318 auf kurze Zeit in die Steiermark zurück. Im Herbst 1319 zog Ulrich I. mit dem Reichsvikar Heinrich III. von Görz nach Oberitalien, um gegen Cangrande I. della Scala, den Herrn von Verona, zu kämpfen. Padua wurde am 4. November 1319 an Heinrich III. übergeben, und Ulrich I. wurde am 5. Jänner 1320 vorübergehend als Statthalter eingesetzt. In der Schlacht bei Mühldorf 1322 wurden Ulrich I. und sein verwundeter Sohn Ulrich II. gefangen genommen und in strenge Haft nach Prag gebracht, wo sie erst Ende 1323 gegen Lösegelder freikamen.
Nach dem Tod Heinrichs von Görz begleiteten Ulrich I. und sein Sohn Ulrich II. von Walsee die Herzoge Otto von Österreich und Heinrich von Kärnten auf dem Zug nach Oberitalien, wo die Paduaner 1324 abermals Hilfe gegen den Scaliger Cangrande I. erbeten hatten. Dieser Feldzug verlief aber ergebnislos, und das habsburgisch-görzische Heer zog wieder heimwärts.
Als letzter seiner Brüder starb Ulrich I. am 29. Jänner 1329, woraufhin sein Sohn Ulrich II. seine Nachfolge als Hauptmann der Steiermark antrat.

## Besitzungen
Ulrich I. von Walsee erwarb 1299 die Riegersburg und in den Folgejahren die meisten Besitzungen der Herren von Wildon und der Grafen von Pfannberg, zweier mittelsteirischer Adelsgeschlechter, die sich beide in raschem Niedergang befanden.